# Campionat de Catalunya de kàrting
El Campionat de Catalunya de kàrting és la màxima competició d'aquesta modalitat que es disputa a Catalunya. Organitzat per la Federació Catalana d'Automobilisme (FCA) com a mínim des de 1973, el campionat inclou curses celebrades en diferents indrets del país i es disputa en diverses categories, establertes en funció de l'edat dels participants.

## Palmarès
Font:
A 5 de desembre de 2016
| Any                      | Nacional          | Promoció        | Júnior          | Sènior           |
| ------------------------ | ----------------- | --------------- | --------------- | ---------------- |
| 1973                     | Jaume Torrent     | -               | -               | -                |
| 1974                     | ?                 | -               | -               | -                |
| 1975                     | Fermí Vélez       | -               | -               | -                |
| 1976 - 1978: Sense dades |                   |                 |                 |                  |
| 1979                     | -                 | Pere Llinàs     | Frederic Fargas | Massimo Ferrando |
| 1980 - 1981: Sense dades |                   |                 |                 |                  |
| 1982                     | -                 | Mariano Molina  | Carlos Gil      | Angel Arnaudas   |
| 1983                     | Gaspar Colomer    | Felipe de Blaye | Mariano Molina  | Carlos Gil       |
| 1984 - 1987: Sense dades |                   |                 |                 |                  |
| 1988                     | Marc Gené         | -               | Sergi Giró      | Pedro Hiltbrand  |
| 1989                     | José Antonio Lara | -               | David Bosch     | -                |
| 1990 - 2016: Sense dades |                   |                 |                 |                  |

Notes
1. ↑  El 1979 hi hagué també campionat en categoria de 250cc, guanyat per Pere E. Montaña.
2. ↑  El 1982 hi hagué també campionat en categoria de 250cc, guanyat per Sebastià Llevadot.
3. ↑  El 1989 hi hagué també campionats en categoria Iniciació, Cadets i Internacional, guanyats respectivament per Antonio de Dios, Abraham Ros i Carlos Gil.